# Wiss, Janney, Elstner Associates
Wiss, Janney, Elstner Associates, Inc. (сокр. WJE) — американская корпорация архитекторов, инженеров и материаловедов, специализирующаяся на исследованиях, анализе, испытаниях и проектировании ремонтов исторических и современных зданий и сооружений. Компания основана в 1956 году со штаб-квартирой в Нортбруке, штат Иллинойс, штат сотрудников из более чем 600 специалистов в двадцати офисах по всей территории США. Персонал WJE специализируется на архитектуре и конструкциях гражданских объектов строительства; область интересов и работы в том числе являются: консервация материалов, химия и петрография, а также испытания и контрольно-измерительные приборы.

## Награды
- 2005 — Тюрьма на острове Алькатрас — Сан-Франциско, Калифорния — Калифорнийский фонд охраны природы: Премия за дизайн в категории «Мастерство»; Международный институт ремонта бетона (англ. International Concrete Repair Institute): Награда за выдающиеся достижения в категории «Ремонт исторических сооружений»[3].
- 2008 — The Blackstone Hotel — Чикаго — Премия достопримечательность Чикаго[англ.] (англ. Chicago Landmark Award) за Превосходство в сохранение объекта от Комиссии достопримечательностей Чикаго[англ.]; Превосходство в каменной кладке (золотая награда) от Совета каменщиков Иллинойса и Индианы (англ. Illinois Indiana Masonry Council); Награда за дизайн (серебряная медаль) от Ассоциации лицензированных архитекторов (англ. Association of Licensed Architects); Проект года от компании Midwest Construction[4].